# ألفارو لوبيز (طبال)
ألفارو لوبيز (بالإسبانية: Álvaro López)‏ هو طبال إسباني، ولد في 28 سبتمبر 1979 في مدريد في إسبانيا.

## وصلات خارجية
- ألفارو لوبيز على موقع IMDb (الإنجليزية)
- ألفارو لوبيز على موقع ميوزك برينز (الإنجليزية)
- ألفارو لوبيز على موقع ديسكوغز (الإنجليزية)